# Działek (Jaszczew)
Działek – część wsi Jaszczew w Polsce położona w województwie podkarpackim, w powiecie krośnieńskim, w gminie Jedlicze..
W latach 1975–1998 Działek administracyjnie należał do województwa krośnieńskiego.